# Дьйордь Богнар
Дьйордь Богнар (угор. György Bognár, нар. 5 листопада 1961, Байя) — угорський футболіст, що грав на позиції півзахисника. По завершенні ігрової кар'єри — тренер.
Виступав, зокрема, за клуби МТК (Будапешт), «Тулон» та БВСК, а також національну збірну Угорщини, у складі якої був учасником чемпіонату світу 1986 року.

## Клубна кар'єра
Розпочинав грати у футбол в клубі «Байя» з однойменного рідного міста. У дорослому футболі дебютував 1979 року виступами за команду МТК (Будапешт), в якій провів дев'ять сезонів, взявши участь у 141 матчі чемпіонату. У 1987 році він був членом команди «синьо-білих», яка знову виграла чемпіонат після 29 років перерви.
Своєю грою за цю команду привернув увагу представників тренерського штабу клубу «Тулон», до складу якого приєднався 1988 року. Відіграв за команду з Тулона наступні три сезони своєї ігрової кар'єри, за які забив 8 голів у 61 матчі вищого французького дивізіон.
Протягом другої половини 1991 року Богнар захищав кольори бельгійського клубу «Стандард» (Льєж), після чого на початку 1992 року повернувся на батьківщину і уклав контракт з клубом БВСК, у складі якого провів наступні п'ять років своєї кар'єри гравця. Більшість часу, проведеного у складі БВСК, був основним гравцем команди і одним з головних бомбардирів команди, маючи середню результативність на рівні 0,35 гола за гру першості. Найкращих результатів досяг з цим клубом у сезоні 1995/96, коли став віце-чемпіоном Угорщини і дійшов до фіналу Кубку країни. Влітку 1996 року завершив ігрову кар'єру у віці 35 років.

## Виступи за збірну
9 грудня 1985 року дебютував в офіційних іграх у складі національної збірної Угорщини в товариському матчі проти Південної Кореї (1:0).
У складі збірної був учасником чемпіонату світу 1986 року у Мексиці, зігравши у всіх трьох іграх, але його команда не вийшла з групи.
Загалом протягом кар'єри у національній команді, яка тривала 10 років, провів у її формі 50 матчів, забивши 7 голів.

## Кар'єра тренера
По завершенні ігрової кар'єри залишився у структурі БВСК, і у 1997—1998 роках був головним тренером клубу.
З 1998 року Богнар працював керівником молодіжного відділу МТК (Будапешт), а у 2001—2002 роках він працював головним тренером першої команди.
З квітня по серпень 2002 року короткий час Богнар очолював «Шопрон», а згодом став Головою Наглядової ради клубу. У 2003 році «Шопрон» розірвав з ним контракт, а також було повідомлено про збитки на суму понад 10 мільйонів форинтів. В результаті Богнар був засуджений окружним судом Дьйор-Мошон-Шопрон у першій інстанції до двох років позбавлення волі за розкрадання, шахрайство та фальшування документів. Втім оскільки колишній футболіст виплатив збитки, на початку 2006 року суд змінив рішення і засудив Богнара до п'яти років позбавлення волі умовно з випробувальним терміном на п'ять років. В цей же час Дьйордь очолював низку угорських клубів.
У липні 2012 року Богнар приєднався до «Чаквара», який був підвищений до другого дивізіону. Спочатку він працював на посаді головного тренера до 2014 року, а потім протягом двох років як спортивний директор. З літа по листопад 2016 року, він також працював на цій посаді в «Академії Пушкаша», а на початку 2017 року очолив команду «Будайорш».
У вересні 2020 року став головним тренером клубу «Пакш», де грав його син Іштван Богнар. Клуб у сезоні 2020/21 посів високе 4 місце у вищому дивізіоні чемпіонату Угорщини.

## Робота коментатором
З 2007 по 2018 рік він був спортивним коментатором на угорському телеканалі Sport TV.
2021 року коментував матчі Євро-2020 на телеканалі M4 Sport. 12 червня 2021 року, в кінці першої половини матчу Данія-Фінляндія, данець Крістіан Еріксен упав на полі і його довелося шпиталізувати. Після повідомлення про те, що Еріксен був доставлений до лікарні у стабільному стані, Богнар, сидячи в студії, закликав матч продовжуватись і розкритикував повільність прийняття рішень УЄФА. Вислови Богнара у студії викликали широке обурення, за що він вибачився наступного дня.

## Титули і досягнення

### Як гравця
- Чемпіон Угорщини (1):

МТК (Будапешт): 1986-87

### Як тренера
- Володар Кубка Угорщини (2):

«Пакш»: 2023-24, 2024-25